# Henri Allouard
Henri Émile Allouard (11. července 1844 Paříž – 11. srpna 1929 Paříž) byl francouzský malíř a sochař.

## Život

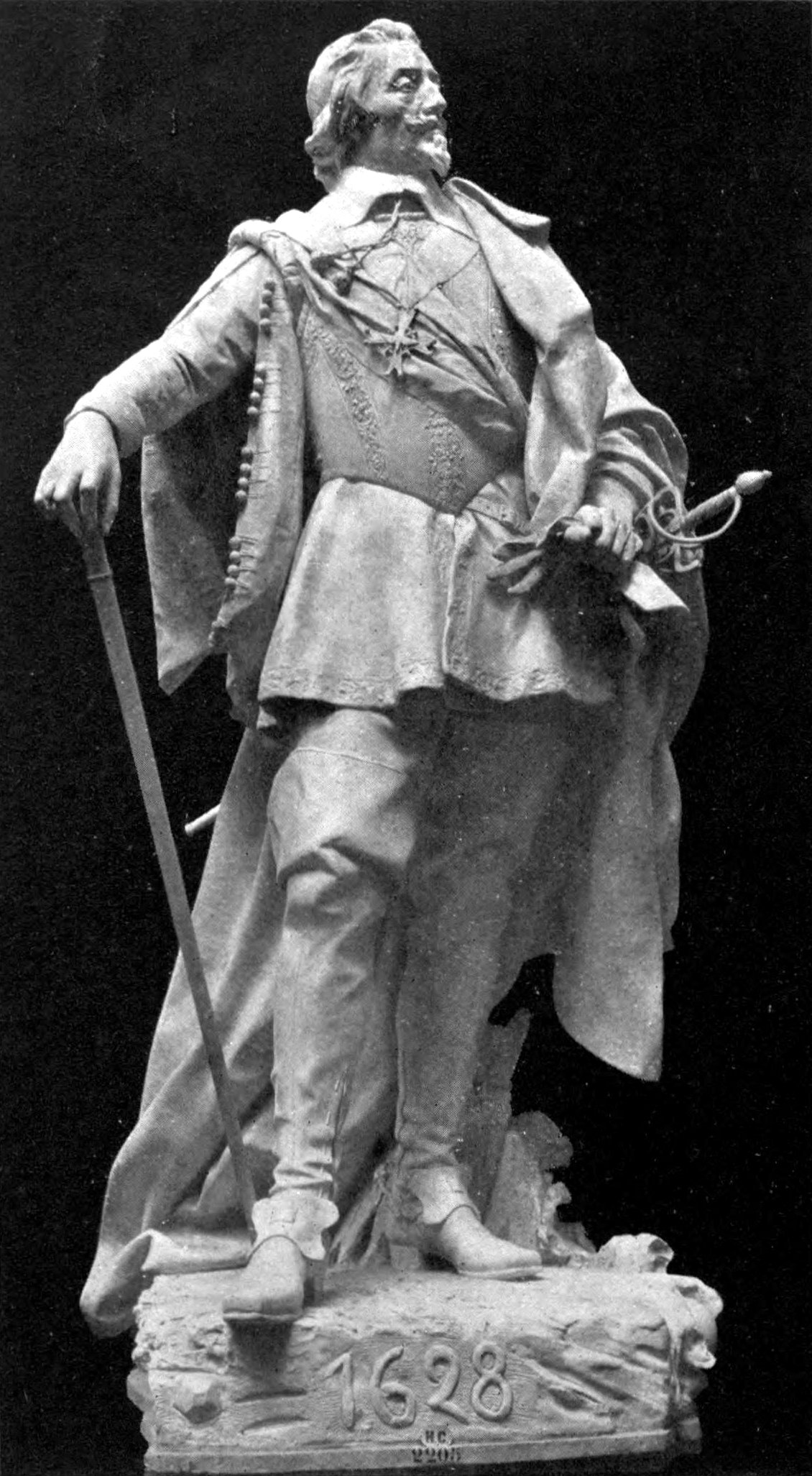
Richelieu na La Rochelle, Salon, 1905.

Henri Allouard studoval u Alexandra Schoenewerka a Eugèna-Louise Lequesne. V Salonu francouzských umělců vystavoval od roku 1865 do roku 1928. Původním zaměstnáním knihkupec se Allouard sochařství začal věnovat poměrně pozdě, až v roce 1872, kdy již měl zajištěné živobytí.
Od roku 1889 byl součástí poroty Salonu pro sochařství a dekorativní umění. Zúčastnil se svými díly mnoha světových výstavy (od roku 1889), v roce 1900 mu byla udělena zlatá medaile.
Jeho tvorba byla známá kombinováním polychromovaného mramoru a bronzu, pracoval ale také s terakotou, slonovinou a drahými kovy. Je autorem nástěnných maleb v Panthéonu, Opeře Garnier a pařížské radnici.
Byl představitelem novobarokního sochařství.
Vedle malířství se věnoval také malbě a pastelu, zejména v žánrech historické malby, krajinářství a zátiší.
Henri Allouard byl jedním z dobrovolných pedagogů Normální školy pro výuku kreslení zvané podle své adresy rue Vavin. Jeho ateliér se nacházel v rue Vavin č. 28.
Je pohřben v Paříži na hřbitově Père-Lachaise (32. oddělení).

## Dílo ve veřejných sbírkách a veřejném prostoru
Francie
- Blérancourt, Národní muzeum francouzsko-americké spolupráce: Projekt fontány pro Bílý Dům ve Washingtonu, 1881, galvanoplastika a terakota[2]
- Bordeaux, Muzeum umění: Lutinerie, 1888, sousoší v mramoru[3]
- Boulogne-sur-Mer : Pomník generála de San Martín, 1909, bronzová jezdecká socha[4]
- Chartres : Památník Noëla Ballaye, 1904, sousoší v bronzu, odstraněna za vichistického režimu v roce 1942. Nový bronzový odlitek na místě původního sousoší slavnostně odhalen v roce 1950[5]
- Chartres: Památník padlým z roku 1870, 1901, ve spolupráci s Georgesem Loiseau-Baillym a Eugènem Boveriem[6]
- Nantes: Dělostřelec a Koloniální voják, 1897, dvě postavy z podstavce památníku padlým z roku 1870, navrženého ve spolupráci s Georgesem Bareauem, Charlesem Lebourgem a Louisem Baralisem[7]
- Paříž, radnice: nástěnné malby
- Paříž, musée d'Orsay : Žena rasy Foulha, 1904, bronz[8]
- Paris, Opéra Garnier: nástěnné malby
- Paříž, Panthéon: nástěnné malby
- Paříž, náměstí Panthéonu: Památník Pierra Corneille, 1906. Bronzová socha roztavená v roce 1942. Na jejím místě odhalena v roce 1952 kamenná náhrada podle návrhu Gabriela Rispala[9]
- Paříž, divadlo Odéon: Komedie, 1891, mramor. Sádrový model obdržel stříbrnou medaili na světové výstavě 1889[10]
- Paříž, Hřbitov Père-Lachaise, náhrobek Georgese Lamotha

V Guineji
- Konakry: Památník Noëla Ballaye, 1908, sousoší v bronzu. Památník je jednodušší variantou sousoší v Chartres[11].

## Galerie

Dílo Henriho Allouarda
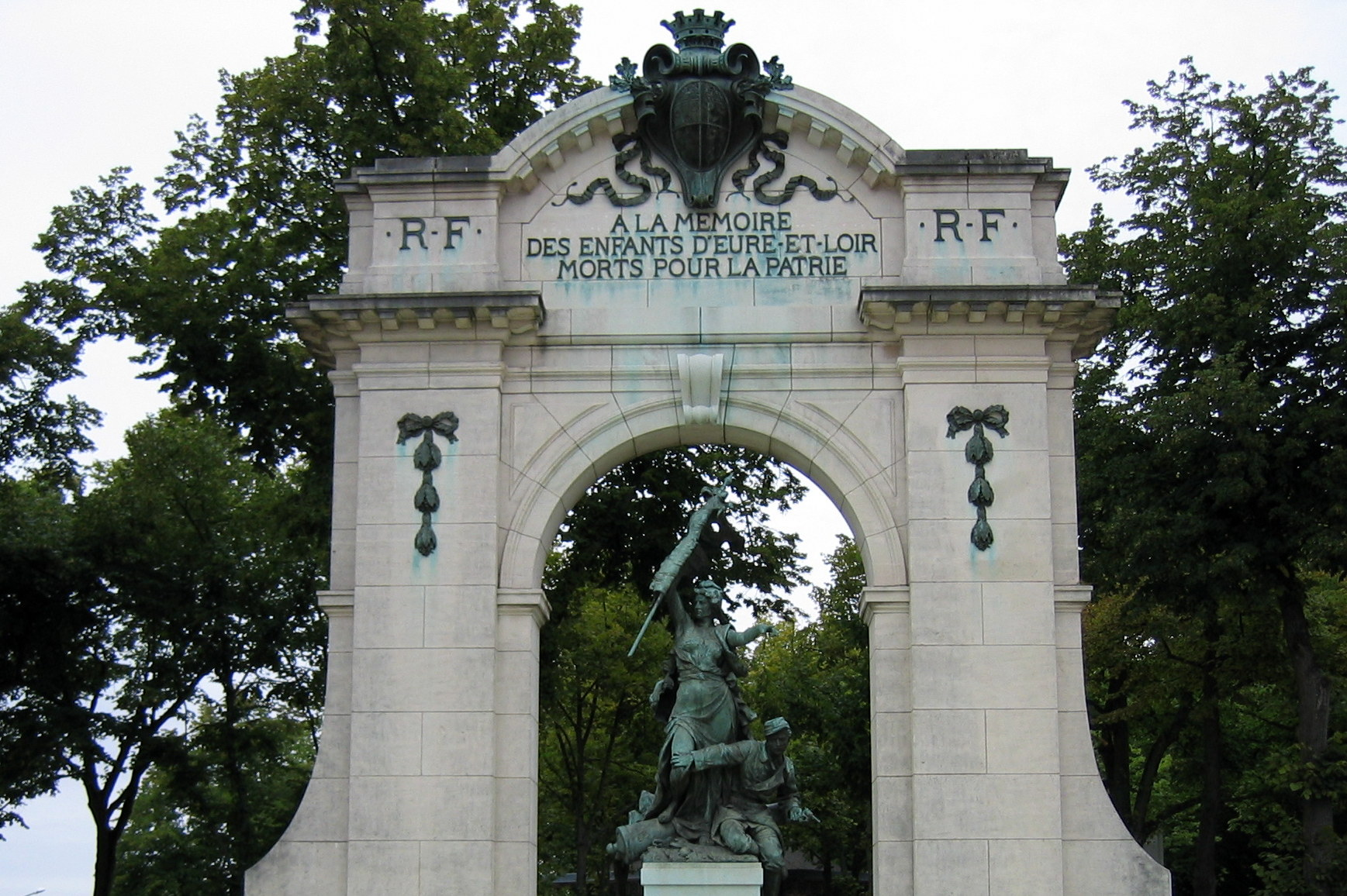
Pomník padlých dětí vlasti, Chartres (1901)
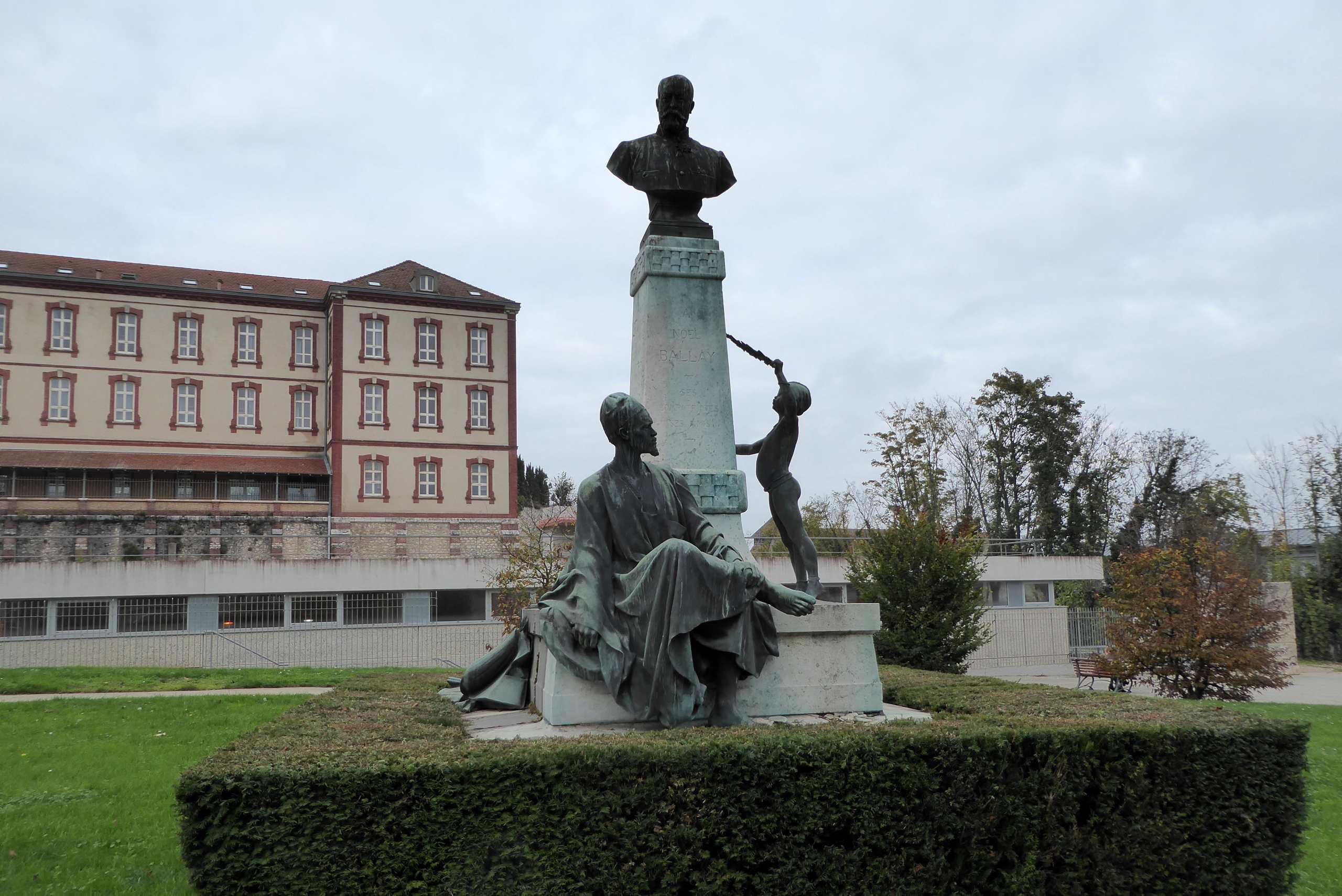
Socha Noëla Ballaye v Chartres (1904).
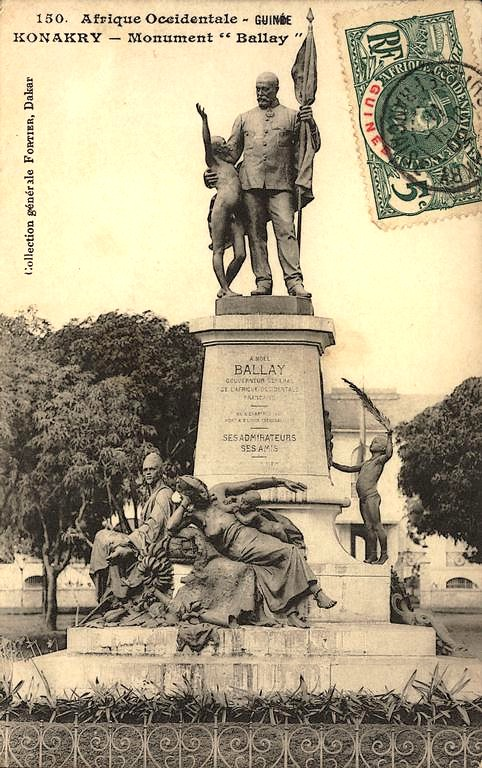
Památník Noëla Ballaye (1908), Conakry (Guinea)
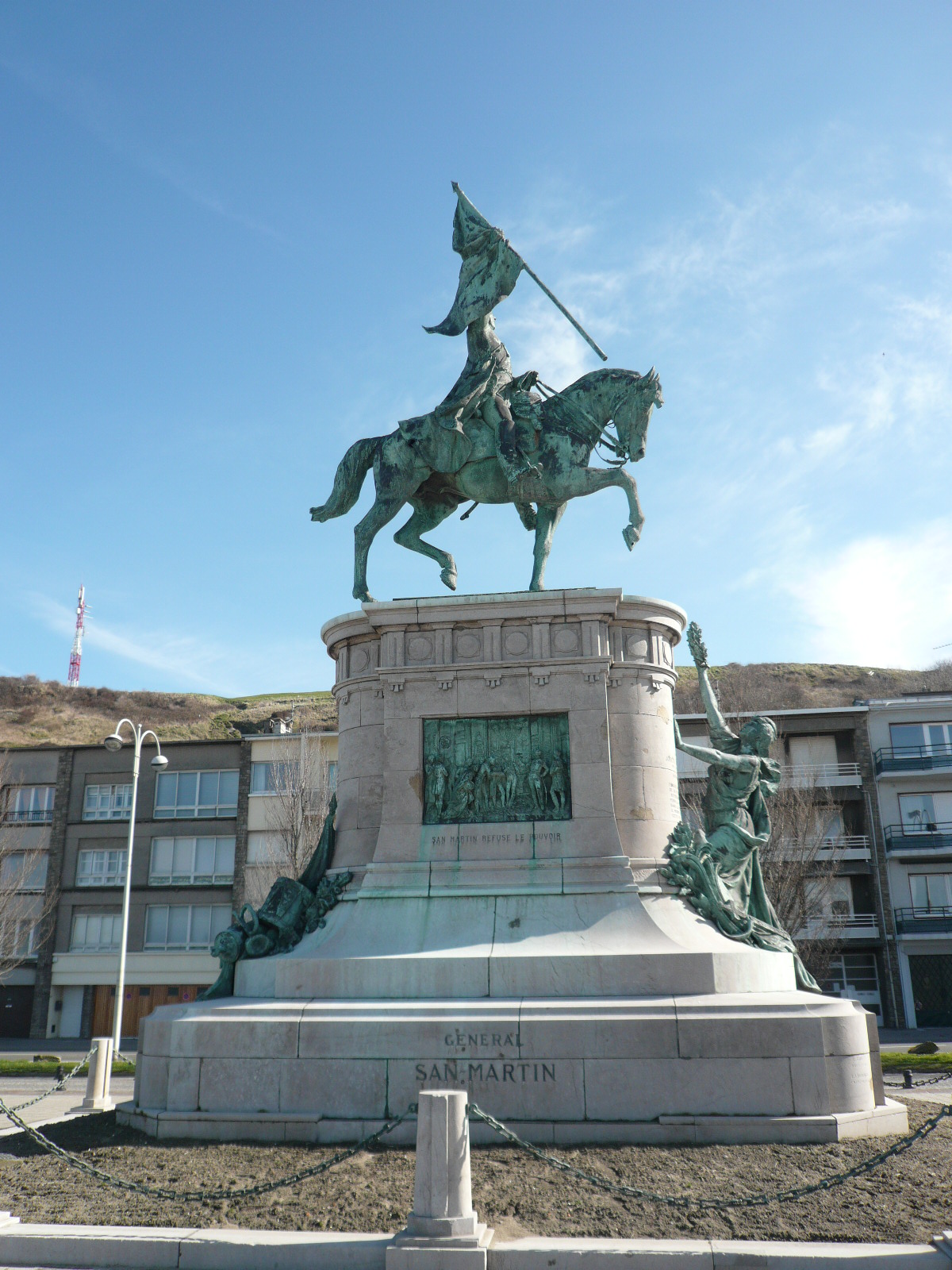
Pomník generála de San Martín (1909), Boulogne-sur-Mer
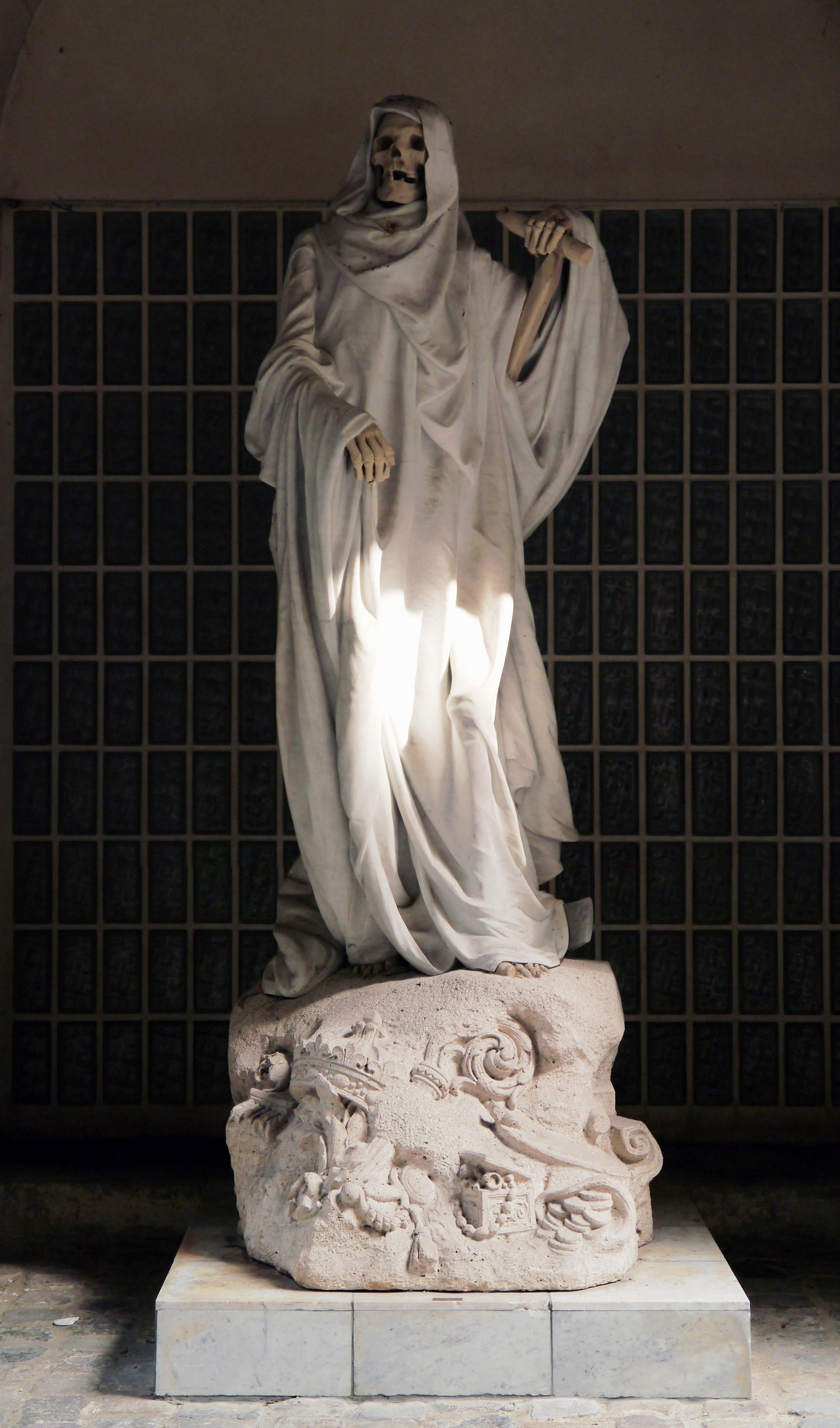
Smrt (1910), klášter Cordeliers, Paříž

## Salony a výstavy
- Salon 1865
- Salon francouzských umělců v roce 1881
- Světová výstava 1889 v Paříži (stříbrná medaile)
- Světová výstava 1900 v Paříži (zlatá medaile)
- Salon francouzských umělců v roce 1928